# Oddział III Operacyjny
Oddział III (Operacyjno-Szkoleniowy) Komendy Głównej Armii Krajowej kryp. „Marzec” był odpowiedzialny za planowanie i przygotowywanie działania związanych z bieżącą walką zbrojną oraz przyszłym powstaniem powszechnym. Koordynował także pracę inspektorów poszczególnych rodzajów broni.
Organizacja Oddziału III
- Wydział Piechoty i Wyszkolenia kryp. „Puczcza”
- Wydział Artylerii kryp. „Knieja”, „34”, „Bem”
- Wydział Broni Szybkich kryp. „31”, „Kawa”
- Wydział Saperów kryp. „32”, „Pas”, „Siekiera”
- Wydział Marynarki Wojennej kryp. „Alfa” (od czerwca 1944 – „Ostryga”)
- Wydział Lotnictwa kryp. „Bociany”, „Parasol”, „64”, „52”

Szefowie Oddziału III
- płk dypl. art. / gen. bryg. Stanisław Tatar ps. „Erazm” (I 1940 – I 1944)
- płk. Józef Szostak „Filip” (I – X 1944)
- ppłk Jan Kamieński ps. „Cozas”, „Konar” (X 1944 - I 1945)

Obsada personalna
- Sekretariat - szef Elżbieta Kierkowska z domu Suchowiak ps. „Lolita” (III 1940 – VI 1943)[1], Maria Jasnowska z domu Susicka ps. „Modesta” (1943–1944)[2]
- Wydział Operacyjny - szef mjr Marian Drobik "Wujek" (maj 1940 - 1941); płk. Władysław Frączek "Wid" (kwiecień 1943  - wrzesień 1943); mjr Maciej Kalenkiewicz "Kotwicz"
- Wydział Szkoleniowy - szef ppłk Kazimierz Bąbiński "Krzysztof" (do czerwca 1942), płk Józef Szostak "Filip"
- Biuro Inspekcji "Obserwatorium", "Skład", "Optyk" - szef płk. Ludwik Bittner "Halka" (kwiecień 1940 - marzec 1941), płk Jan Skorobohaty-Jakubowski "Vogel" (marzec 1941 - listopad 1942); gen. bryg. Stanisław Rostworowski "Odra";  (listopad 1942 - lipiec 1944); gen. bryg. Kazimierz Sawicki "Opór";
- szef Wydziału Piechoty i Wyszkolenia - ppłk / płk dypl. Karol Ziemski "Wachnowski"
- szef Wydziału Artylerii - mjr / płk Jan Szczurek-Cergowski "Sławbor" (od III 1942)
  - zastępca szefa wydziału – mjr art. Władysław Garlicki ps. „Bogumił”
  - oficer – por. / mjr dypl. art. Tadeusz Perdzyński ps. „Tomir”
  - oficer – ppłk art. Andrzej Rzewuski ps. „Wojmir”
  - oficer – ppłk art. Franciszek Pacek ps. „Mścisław”
  - oficer – mjr art. Stefan Jastrzębski ps. „Miłosz”
  - oficer – por. / kpt. art. Władysław Roman ps. „Krzesław”
- szef Wydziału Broni Szybkich ppłk / płk kaw. Janusz Bokszczanin "Sęk"
  - kierownik działu broni pancernej - kpt. / mjr NN ps. „Wiga”
  - kierownik działu kawalerii - mjr/ppłk Veli Bek Jedigar "Damazy"
  - kierownik działu motoryzacji - mjr / ppłk Jerzy Wukiczewicz-Sarap "Albin"
  - kierownik działu łączności wewnętrznej (sekretariatu) – S. Szacherska
- szef Wydziału Saperów – mjr / ppłk Franciszek Niepokólczycki "Franek"
- szef Wydziału Marynarki Wojennej kryp. „Alfa” (od czerwca 1944 – „Ostryga”) - kmdr ppor. / kmdr por. Antoni Gniewecki ps. „Witold”[3]
- szef Wydziału Lotnictwa - ppłk / płk Bernard Adamecki "Dyrektor"